# Funajtik
Funajtik (arab. فنيتق) – miejscowość w Syrii, w muhafazie Tartus. W 2004 roku liczyła 1021 mieszkańców.